# Rosson Crow
Pour les articles homonymes, voir Crow.
Rosson Crow est une artiste contemporaine née en 1982 à Dallas au Texas. Elle vit et travaille à New York. En 2006, elle a obtenu son titre MFA à l'Université Yale à New Haven.

## Expositions personnelles
- 2004 : Estate Between au Canada (New York)
- 2005 : With Love, from Texas à la Galerie Nathalie Obadia (Paris)
- 2006 : Hotel and Lounge au Canada (New York)
- 2008 : Night at the Palomino au Honor Fraser Gallery (Los Angeles)
- 2009 : 
  - Texas Crude au White Cube (Londres)
  - FOCUS: Rosson Crow au Modern Art Museum of Fort Worth (Fort Worth)
  - 28 novembre 2009 au 9 janvier 2010 : Paris, Texas à la Galerie Nathalie Obadia (Paris)
- 2010 : 
  - au Deitch projects (New York)
  - au Contemporary Art Center (Cincinnati)
- 2012 : au Honor Fraser Gallery (Los Angeles)

## Expositions collectives
- 2003 : K48 Klubhouse, Deitch Projects (Brooklyn)
- 2004 : 
  - Mira, Mira, Look, Look, Visual Arts Gallery (New York)
  - Poets of Minature, Office Ops (Brooklyn)
  - Majority Whip, White Box (New York)
  - Familiar Haunts, The Happy Lion (Los Angeles)
- 2005 : 
  - Art:Concept Gallery (Paris)
  - Little Odysseys, Marianne Boesky Gallery (New York)
- 2006 : The Garden Party, Jeffrey Deitch Gallery (New York)
- 2007 : 
  - Cabinet of Curiosities, The Journal Gallery (Brooklyn)
  - Distinctive Messengers, House of Campari (New York)
  - Accidental Painting, Perry Rubenstein Gallery (New York)
- 2008 :
  - Subtraction, Deitch Projects (New York)
  - Out of Storage I – Peintures Choisies de la Collection, Musée d’Art Moderne Grand-Duc Jean (Luxembourg)
- 2009 : 
  - Bitch Is The New Black, Honor Fraser (Los Angeles)
  - Stages, organized by Lance Armstrong and Nike, Galerie Emannuel (Perrotin)
  - New York Minute, curated by Kathy Grayson, Macro Future Museum (Rome)
- 2010 : Invited Room at the Royal Academy Summer Exhibition 2010 (Londres)

## Collections publiques
- Musée d'art moderne grand-duc Jean (MUDAM)[1]